# Oui Oui Si Si Ja Ja Da Da
Albums de Madness
Forever Young: The Ska Collection
(2012) The Very Best of Madness
(2014)
Singles
1. Death of a Rude Boy
Sortie : 12 août 2012
2. My Girl 2
Sortie : 30 septembre 2012
3. Never Knew Your Name
Sortie : Janvier 2013
4. How Can I Tell You
Sortie : 8 avril 2013

Oui Oui Si Si Ja Ja Da Da est le onzième album studio de Madness, sorti le 29 octobre 2012.
Le titre de l'opus est la traduction de « Yes Yes Yes Yes Yes Yes Yes Yes » en plusieurs langues : français (Oui Oui), espagnol/italien (Si Si), allemand/néerlandais/suédois/danois/slovène/afrikaans (Ja Ja) et bulgare/russe/roumain/croate/serbe/macédonien (Da Da).
Le bassiste Mark Bedford, membre fondateur du groupe, n'est pas présent sur l'album. La pochette a été réalisée par Peter Blake, connu, notamment, pour être l'auteur de celle de Sgt. Pepper's Lonely Hearts Club Band des Beatles.
L'album s'est classé 1er au UK Independent Albums et 10e au UK Albums Chart.
Il est certifié disque d'or au Royaume-Uni.

## Liste des titres
| No  | Titre                | Auteur                          | Producteur(s)              | Durée |
| --- | -------------------- | ------------------------------- | -------------------------- | ----- |
| 1.  | My Girl 2            | Mike Barson                     | Liam Watson                | 2:51  |
| 2.  | Never Knew Your Name | Mike Barson                     | Stephen Street             | 3:28  |
| 3.  | La Luna              | Graham McPherson, Chris Foreman | John Avila, Charlie Andrew | 3:38  |
| 4.  | How Can I Tell You?  | Graham McPherson, Cathal Smyth  | Stephen Street             | 3:18  |
| 5.  | Kitchen Floor        | Daniel Woodgate, Nick Woodgate  | Owen Morris                | 3:21  |
| 6.  | Misery               | Cathal Smyth                    | Owen Morris                | 3:16  |
| 7.  | Leon                 | Daniel Woodgate, Nick Woodgate  | Charlie Andrew             | 3:48  |
| 8.  | Circus Freaks        | Lee Thompson, Daniel Woodgate   | Owen Morris                | 3:15  |
| 9.  | So Alive             | Cathal Smyth                    | Owen Morris                | 2:58  |
| 10. | Small World          | Daniel Woodgate                 | Charlie Andrew             | 3:46  |
| 11. | Death of a Rude Boy  | Cathal Smyth                    | Stephen Street             | 3:50  |

| 12. | Powder Blue    | Mike Barson, Graham McPherson | Charlie Andrew, Clive Langer | 3:47 |
| 13. | Black and Blue | Mike Barson                   | Charlie Andrew               | 3:01 |
| 14. | My Girl 2      | Mike Barson                   | Clive Langer, Charlie Andrew | 3:01 |

| 1.  | Deolali                                   |  |
| 2.  | 1978                                      |  |
| 3.  | My Obsession                              |  |
| 4.  | Big Time Sister                           |  |
| 5.  | Oh My Love                                |  |
| 6.  | Crying                                    |  |
| 7.  | (You) Can't Keep a Good Thing Down        |  |
| 8.  | Never Knew Your Name (La Discothèque mix) |  |
| 9.  | La Luna (Mix Number Six)                  |  |
| 10. | Circus Freaks (Amy mix)                   |  |
| 11. | Powder Blue (Reprise)                     |  |
| 12. | Death of a Rude Boy (Demo)                |  |
| 13. | My Girl 2 (Demo)                          |  |
| 14. | Never Knew Your Name (Demo)               |  |
| 15. | I've Got You (Kitchen Floor) (Demo)       |  |
| 16. | Misery (Demo)                             |  |
| 17. | Black & Blue (Demo)                       |  |
| 18. | So Alive (Demo)                           |  |
| 19. | Check Mate La Luna (Demo)                 |  |
| 20. | Rules of Deolali (Demo)                   |  |